# Mertensia humilis
Mertensia humilis är en strävbladig växtart som beskrevs av Rydberg. Mertensia humilis ingår i släktet fjärvor, och familjen strävbladiga växter. Inga underarter finns listade i Catalogue of Life.